# 藤井沙央理
藤井 沙央理（ふじい さおり、1983年11月13日 - ）は、日本の女優。静岡県出身。スペースクラフト所属。

## 来歴・人物
- 沙央理名義でモデルを中心に活動していたが、現事務所所属の際に改名している。

## 出演作品

### テレビ
- BSフジ「3D★3D」
- BS11「家電's Walker」
- フジテレビ「名前をなくした女神」第7・8話
- CS LaLaTV「東京女神コレクション」
- テレビ朝日「熱海の捜査官」第1・2・8話 - 走水弥生 役
- 日本テレビ「自転車百景」（2009年4月 - 2011年3月） - レギュラー
- 静岡朝日テレビ「パラオランド」 - レギュラー
- フジテレビ「不機嫌なジーン」第1・2・5話 - カズコ役
- NHK「おしゃれ工房」
- 日本テレビ「ドS刑事」第3話 - 九条保奈美 役

### CM
- ANA（中国版）
- コカ・コーラ「いろはす」
- ABCマート「Snow Boots collection」
- ABCマート「Boa Boots Collection」〜塀の上篇〜
- ABCマート「Boa Boots Collection」〜けんけんぱ篇〜
- 日本生命「生命保険」
- レオパレス21〜グアムキャンペーン篇〜
- 日本経済新聞「電子版・WEB刊」
- ハウス食品「ウコンの力・カシスオレンジ味」
- ハウス食品「SASSO」〜3時がのみ時篇〜
- 任天堂「Wii」
- アース製薬「バスロマン」〜ミュージカル篇〜
- コンコルド〜コンケルド仮面　シーズンII〜
- サッポロビール「北海道生絞り麦」〜海の家篇〜
- 大正製薬「パブロン鼻炎カプセルZ」
- ニッセン〜合コン篇〜
- みずほ銀行金融教育篇〜
- 高尾〜古代富殿〜篇
- 池田模範堂「ポケムヒ」〜女子蹴球団篇〜
- 東京モノレール〜空港アクセス告知・巨大看板篇〜
- マクドナルド「たまごダブルマック」〜スキーバス篇〜
- 東海医療学園専門学校〜癒しの手篇〜
- 東海医療学園専門学校〜ぜったい合格篇〜
- 花王「リーゼ・コテ用ウォーター」〜合コン篇〜
- NTTドコモ九州〜いろんな表情篇〜
- NTTドコモ九州〜いろんな乗り方篇〜
- アサヒ飲料「アミノダイエット」〜ラララ篇〜
- エプソン「カラリオ」〜つよインク篇〜
- バンダイ「プリモプエル」

### スチール
- 東武鉄道「TOBUMARCO」
- ファンケル
- 西武鉄道 オール媒体
- 京王プラザホテル ブライダルポスター
- カゴメ
- パナソニック
- ニッセン カタログ
- 三越 カタログ
- コカ・コーラ「スプライトゼロ」 ポスター
- NTTドコモ
- 東京モノレール オール媒体
- 紳士服のコナカ「レディーススーツ」 オール媒体
- スヴェンソン オール媒体
- エステアップ オール媒体
- 千葉そごう ポスター
- 長野東急 ポスター
- 氷川会館 ブライダルポスター
- ロビンソン百貨店 ポスター
- 熊谷組 ポスター
- 中央労働災害防止協会 ポスター

### 雑誌・書籍
- 著：渡辺桂子「経路リンパマッサージ」 - モデル
- 著：蓮水カノン「美脚ポーズで魅せ脚ダイエット」 - モデル
- 著：石井博明「腰痛は自分で治せる」 - モデル
- 学研「デジキャパ」表紙
- セブン&アイ出版「saita」
- 宝島社「spring」
- ホビー出版「アームズマガジン」
- リクルート「ゼクシィ」
- 青春出版社「SAY」
- マガジンハウス「TARZAN」
- 光文社「JJ」
- エイ出版社「DUCATI Magazine」 - 表紙

### 舞台
- TABACCHI「ブロック」
- 「Angeiil〜始動〜」
- 「IKKANが一生懸命コントを作るライブ」
- サンモールスタジオプロデュース公演「Sの悲劇」
- PEACE「GHOST IN The BOX」
- PEACE「LAST SMILE」
- 中村龍史プロデュース CHANCE LIVE
- ギャルソンカフェプロデュース「シンデレラ☆ボーイズ」
- LONDONBLUEプロジェクト
  - 「東京電波ボーイズ〜亀有キャッツアイ☆Dreams〜」ヒロイン
- LONDONBLUEプロジェクト
  - 「東京電波ボーイズDX」ヒロイン
- 劇団しゃばだば座「夢幻の街」
- 劇団しゃばだば座「嬌姿の華」
- アスタ・ら・ビスタ「山手ホテル」
- イマジンミュージカル「トラップ一家物語」
- SHINE「ブロードウェイへようこそ」